# Kaskan
Kaskan (persiska: کسکن) är en ort i Iran.   Den ligger i provinsen Khorasan, i den nordöstra delen av landet, 600 km öster om huvudstaden Teheran. Kaskan ligger 1 140 meter över havet och antalet invånare är 619.
Terrängen runt Kaskan är kuperad åt nordväst, men åt sydost är den platt. Terrängen runt Kaskan sluttar söderut.Runt Kaskan är det ganska glesbefolkat, med 29 invånare per kvadratkilometer. Närmaste större samhälle är Sabzevar, 13,4 km sydost om Kaskan. Trakten runt Kaskan är ofruktbar med lite eller ingen växtlighet.